# Dean Smith (Fußballspieler)
Dean Smith (* 19. März 1971 in West Bromwich) ist ein englischer Fußballtrainer und ehemaliger -spieler. Der ehemalige Innenverteidiger verbrachte seine aktive Laufbahn in den unteren englischen Profiligen. Nach dem Wechsel ins Trainerfach feierte er zunächst beim FC Walsall erste Achtungserfolge, 2019 stieg er mit Aston Villa als Zweitligameister in die Premier League auf, ein Jahr später stand er mit dem Team im Finale des EFL Cups.

## Spielerkarriere
Aufgewachsen ist Smith in Great Barr bei Birmingham, aber obwohl er in der dortigen Umgebung Fußball spielte, wurde sein Talent von Newcastle United entdeckt. In Newcastle unterzeichnete er mit 15 Jahren seinen ersten Schülervertrag, aber der Sprung in den Seniorenbereich blieb ihm dort verwehrt und nach seiner Freistellung kehrte er in seine Heimatregion zurück. Dort hatte er bei diversen Probetrainingseinheiten zunächst wenig Glück und er ging nach seinem Schulabschluss einer Tätigkeit bei einem Unternehmen für Pulverfarben nach, bevor er beim FC Walsall sein Glück fand. Smith hatte sich zunächst mehr als Mittelfeldspieler gesehen, aber in Walsall erprobte man ihm im Abwehrzentrum.
In der Saison 1988/89 bestritt Smith beim FC Walsall seine ersten fünfzehn Ligaspiele. Der Verein war gerade in die zweithöchste Spielklasse aufgestiegen, konnte sich dort jedoch nicht behaupten und stieg als Tabellenletzter wieder ab. Die Zeiten waren turbulent und im folgenden Jahr hatte Walsall mit immensen finanziellen Problemen zu kämpfen. Resultat war der zweite Abstieg in Serie, erneut als Schlusslicht der Liga, wobei Smith unter dem damaligen Trainer John Barnwell nur fünfmal zum Zuge gekommen war. Auch mit dem neuen Trainer Kenny Hibbitt konnte der sportliche Trend zunächst nicht umgekehrt werden; erst nach zwei Jahren in der unteren Tabellenhälfte der vierten Liga brachte die Saison 1992/93 mit Smith als Stammspieler eine Positiventwicklung. Gemeinsam zogen Walsalls Mannen in die Playoff-Spiele zum Aufstieg ein, unterlagen aber bereits im Halbfinale Crewe Alexandra. Nach einem weiteren Jahr im Mittelfeld der Liga wechselte Smith nach insgesamt 166 Pflichtspielen zum Ligakonkurrenten Hereford United.
Die Ablösesumme in Höhe von 80.000 Pfund markierte für Hereford einen neuen Vereinsrekord. In dem Team unter zunächst John Layton und im Jahr darauf Graham Turner war er unumstrittener Stammspieler im Abwehrzentrum und als Kapitän führte Smith Hereford in der Saison 1995/96 in die Playoffs, die für ihn wiederum im Halbfinale (nunmehr nach der Niederlage gegen den FC Darlington) endete – Smith schoss dabei im Hinspiel den ersten Treffer. Sein Engagement endete im folgenden Jahr mit einer weiteren Enttäuschung, als Hereford als Tabellenletzter in die Fünftklassigkeit abstieg. Wenngleich sein Klub bei gleicher Punkteanzahl eine bessere Tordifferenz gegenüber Brighton & Hove Albion aufwies, waren Herefords weniger erzielte Treffer entscheidend.
Smith zog es im August 1997 nach London zu Leyton Orient, einem weiteren englischen Viertligisten, der die festgesetzte Ablösesumme von 42.500 Pfund für ihn bezahlte. Für den neuen Klub absolvierte Smith 51 Pflichtspiele in der Saison 1997/98 und nur ein Punkt hätte am Erreichen der Playoff-Spiele gefehlt, wenn „Orient“ nicht drei Punkte abgezogen worden wären. Im Jahr darauf erreichte der Klub mit dem nun zum Kapitän beförderten Smith dieses Ziel. Beim Halbfinalerfolg gegen Rotherham United traf er beim abschließenden Elfmeterschießen, aber im Finale unterlag Smiths Team im Wembley-Stadion mit 0:1 gegen Scunthorpe United. Nach einer durchwachsenen Saison 1999/2000 in der unteren Tabellenhälfte, zog Smith ein drittes Mal in eine Viertliga-Playoff-Runde ein. Im Finale zog er gegen den FC Blackpool trotz zweimaliger Führung mit 2:4 ein weiteres Mal den Kürzeren. In den letzten anderthalb Jahren verschwand Orient im Mittelfeld der Liga und im Februar 2003 nahm Smith die Chance wahr, zu einem Zweitligisten zu wechseln, wobei sich Sheffield Wednesday dort im Abstiegskampf befand.
Smith konnte in den verbleibenden Partien der Saison 2002/03 den Klassenerhalt nicht mehr sicherstellen und auch in der dritten Liga taten sich die „Owls“ mit dem neuen Kapitän Smith schwer. Nur knapp mit dritten Punkten Abstand zum ersten Absteiger Grimsby Town konnte sich der Klub retten und Sheffield Wednesday nutzte den Sommer 2004 dazu, sich personell weitgehend neu aufzustellen. Zu den 13 freigestellten Spielern des Klub gehörte gleichsam Smith.
Er wechselte im Juli 2004 zum Drittligisten Port Vale, bevor er im Januar 2005 seine aktive Karriere beendete, um Jugendtrainer bei seinem Ex-Klub Leyton Orient zu werden.

## Trainerlaufbahn

### Leyton Orient
Bereits zum Ende der Saison 2004/05 wurde Smith zum Kotrainer an der Seite von Martin Ling befördert. In den folgenden gut dreieinhalb Jahren blieb das Duo im Verein aktiv. Smith erwarb im Jahr 2008 die UEFA-Trainerlizenz (an der Seite von „Klassenkameraden“ wie Roy Keane, Brendan Rodgers und Ian McParland) und die Liaison mit Leyton Orient endete im Januar 2009, nachdem die Mannschaft in sportliche Turbulenzen geraten war.

### FC Walsall
Smith kehrte im Juli 2009 zu seiner ersten Profistation Walsall zurück, um dort die Jugendarbeit zu befehligen. Anfang Januar 2011 wurde er dann interimsmäßig zum Nachfolger des entlassenen Chris Hutchings befördert und siebzehn Tage später zur „permanenten Lösung“ bis zum Saisonende ernannt. Unter seiner Regie verbesserte sich die Mannschaft vom Tabellenende und neun Punkten Rückstand über einen ersten Achtungserfolg beim 6:1 gegen die Bristol Rovers Ende Januar sukzessive, bis diese am 1. März nach einem 1:0 gegen den Aufstiegskandidaten FC Southampton die Abstiegsplätze erstmals verließ. Am Ende konnte der Klassenerhalt knapp mit einem Punkt Abstand gesichert werden. Im Sommer 2011 ließ Smith vierzehn Spieler gehen und die neue Mannschaft verbesserte sich nach einem fulminanten Start und zwischenzeitlicher Ernüchterung ein wenig, wenngleich aufgrund zahlreicher Remis am Ende nur der 19. Tabellenplatz heraussprang.
In den folgenden drei Jahren baute Smith ein junges Team auf, dem Experten und Fans eine attraktive Spielweise attestierten und das sich zumeist im gesicherten Mittelfeld aufhielt. Im Januar 2013 wurde Smith zum „Drittligatrainer des Monats“ ernannt, nachdem er den zwischenzeitlichen Fall auf die Abstiegsränge im Dezember zuvor mit vier Siegen aus fünf Spielen umkehrte. Die Saison 2012/13 endete auf den neunten Rang und in der anschließenden Spielzeit führte der „rothaarige Mourinho“, wie Smith scherzhaft genannt wurde, den Klub kurzzeitig in Richtung Aufstiegsränge. Der gute Lauf konnte nicht konserviert werden, aber im Juli 2015 zog Smith mit Walsall ins Endspiel der Football League Trophy ein, das mit 0:2 gegen Bristol City verloren ging. Im August 2015 gewann Smith erneut die Wahl zum Trainer des Monats und die Angebote konkurrierender Vereine mehrten sich. Die Offerte von Rotherham United wurde zunächst abgelehnt, aber obwohl Smith noch im selben Monat einen weiteren Vertrag in Walsall für ein weiteres Jahr unterzeichnete, wechselte er sechs Wochen später zum Zweitligisten FC Brentford, wobei Walsall zum Zeitpunkt seines Weggangs auf dem vierten Platz lag.

### FC Brentford
Smith gelang mit dem neunten Platz zum Ende der Saison 2015/16 ein beachtliches Ergebnis und zur anschließenden Spielzeit 2016/17 baute er 18 neue Spieler in seinen Kader ein, darunter auch zwei Ex-Spieler aus Walsall. Das Vorjahresresultat wurde mit dem zehnten Rang nahezu bestätigt und für die Saison 2017/18 wurde das Ziel der Playoff-Spiele zum Aufstieg in die Premier League ausgegeben. Dieses verfehlte Smith zwar mit einem erneuten Mittelfeldplatz, aber die Anerkennung wurde ihm zuteil, da Brentford als die Unterhaltungskünstler mit einem attraktiven Passspiel angesehen wurden, die dies alles mit einem sparsamen Budget erreichten.

### Aston Villa
Im Oktober 2018 verpflichtete ihn dann Aston Villa, das damals ebenfalls in der zweiten Liga agierte und auf dem vierzehnten Rang lag und ihm den ehemaligen englischen Nationalspieler John Terry als Assistent zur Seite stellte. Sofort wurde das Spiel auf die Offensive neu ausgerichtet, aber die sportliche Entwicklung kam zunächst weiterhin ins Stocken, zumal sich Leistungsträger und Führungsspieler Jack Grealish längerfristig verletzt hatte. Als dieser schließlich zurückkehrte und Smith ihn im März 2019 zum Kapitän beförderte, setzte der Klub zu einer Rekordserie von zehn Siegen an und über die Playoff-Spiele gelang der Aufstieg in die englische Eliteklasse. Die Erstligasaison 2020/21 schloss der Verein im gesicherten Mittelfeld. Zum Start der Spielzeit 2021/22 gewann er mit Villa drei der ersten sechs Saisonspiele, darunter ein 1:0-Auswärtssieg bei Manchester United. Nachdem die folgenden fünf Ligapartien verloren gingen, wurde Smith am 7. November 2021 entlassen.

### Norwich City
Nur eine Woche nach seiner Entlassung bei Aston Villa wurde Smith am 15. November 2021 Nachfolger von Daniel Farke auf dem Trainerstuhl bei Norwich City. Zum Zeitpunkt der Übernahme stand der Premier-League-Aufsteiger mit fünf Punkten auf dem letzten Tabellenplatz der Saison 2021/22. Am Saisonende stieg Dean Smith mit seinem Team als Tabellenletzter in die zweite Liga ab. Nach einem guten Start in die Zweitligasaison 2022/23 – bis Anfang Oktober stand man auf dem zweiten Tabellenplatz – verschlechterten sich die Ergebnisse zunehmend. Smith wurde letztlich Ende Dezember 2022 entlassen, nachdem drei der letzten vier Ligaspiele verloren worden waren und das Team mit zwölf Punkten Abstand auf die beiden direkten Aufstiegsränge nur noch auf dem fünften Tabellenplatz stand.

### Leicester City
Am Abend des 10. April 2023 wurde Smith als neuer Trainer von Leicester City und Nachfolger für den entlassenen Brendan Rodgers bis Ende der Saison 2022/23 vorgestellt. Wie bereits bei Aston Villa wurde ihm John Terry als Assistent zur Seite gestellt. Smith holte mit Leicester neun Punkte aus acht Ligaspielen, der Klub verpasste den Klassenerhalt letztlich als Tabellenachtzehnter mit zwei Punkten Rückstand auf den FC Everton. Anschließend verließ Smith Leicester wieder.

## Auszeichnungen
- Englands Trainer des Monats (3): Januar 2013 (League One), August 2015 (League One), März 2019 (Championship), Dezember 2020 (Premier League)